# 琴ヶ浜海岸 (石川県)

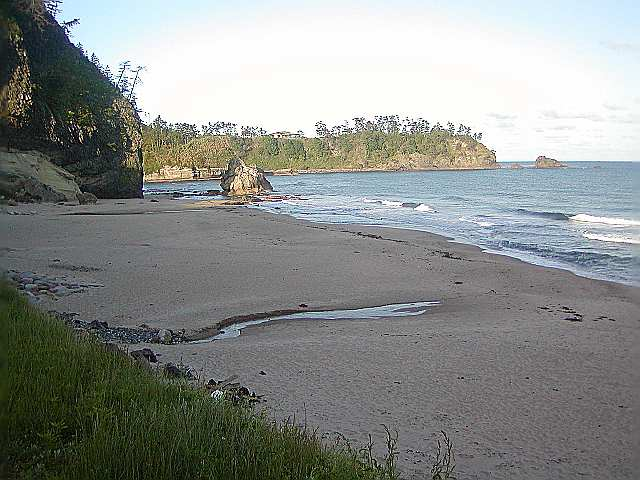
琴ヶ浜海岸

琴ヶ浜海岸（ことがはまかいがん）は、石川県輪島市門前町剱地の日本海に面した海岸である。

## 概観
砂浜の砂は約0.4mm程度の粒の石英が約72%を占め白く鳴き砂の浜として知られる。
海岸にそそぐ仁岸川の上流には白亜紀に形成されたと考えられる花崗岩が広く分布し、これらが仁岸川によって運ばれ河口付近で堆積して成立した。この砂は海岸から数キロメートルの海底まで続く。
2024年（令和6年）16時10分頃、能登半島地震が発生。地震後、琴ヶ浜海岸にも津波が押し寄せた痕跡が確認されたが、浸水被害等は無かった。能登半島の海岸線でみられた地震による隆起は、琴ヶ浜以北で顕著なものとなった。

## アクセス
- 車

のと里山海道西山IC下車、富来・門前方面へ。石川県道116号末吉七尾線、国道249号を経て、約40分。